# Ернст Фесман
Ернст Фесман (на немски: Ernst Feßmann) е германски офицер, който служи по време на Първата и Втората световна война.

## Ранен живот и кариера
Ернст Фесман е роден на 6 януари 1881 г. в Пферзе, Бавария. През 1900 г. постъпва в армията като офицерски кадет. Участва в Първата световна война, а след края ѝ, вече със звание ритмайстер, постъпва в Райхсвера. Между 1921 и 1922 г. заема пост в щаба на 7-а моторизирана дивизия. От 1924 до 1926 г. командва 7-и батальон, след което поема ръководството на 17-и кавалерийски полк. Следващото му назначение е като командир на батальон от 2-ри артилерийски полк. Заема поста между 1931 и 1934 г. До 1935 г. командва танкова бригада „Лер“. На 1 октомври 1935 г. получава командването на 3-та танкова дивизия. С кратко прекъсване заема поста до 12 октомври 1937 г. Пенсионира се същата година.
В началото на Втората световна война е извикан отново на активна военна служба. Между 1939 и 1941 г. командва 267-а пехотна дивизия, а след това специален щаб във Франкфурт/Одер. Пенсионира се отново през 1942 г. и през 1943 г. е уволнен. Установява се в Пулах, Германия. Пленен е от съветските войски на 5 юни 1945 г., но е освободен на 30 септември същата година. Умира на 25 октомври 1962 г.

## Дати на произвеждане в звание
- Оберст – 1 април 1931 г.
- Генерал-майор – 1 януари 1934 г.
- Генерал-лейтенант – 1 октомври 1935 г.
- Генерал от танковите войски (почетен)